# Hyacinthe-Marie Cormier
Pour les articles homonymes, voir Cormier (homonymie).
Hyacinthe-Marie Cormier (Orléans, 8 décembre 1832 - Rome, 17 décembre 1916) est un prêtre dominicain français. Il est élu 76e maître de l'ordre des Prêcheurs en 1904. Il a été béatifié par Jean-Paul II en 1994.

## Biographie
Il fut à l'origine de la restauration de la province de Toulouse en 1865 et le prieur de plusieurs couvents dominicains dans le Midi de la France.
L'Ordre de saint Dominique avait été restauré auparavant en France, grâce à l'action du Père Henri Lacordaire.
En juin 1861, Hyacinthe-Marie Cormier devient prieur du couvent Saint-Dominique de Corbara. Il est alors fait lecteur en théologie. Il dirige le couvent et le noviciat de Corbara jusqu'en juillet 1865, date à laquelle une province dominicaine de Toulouse est installée. Il y est nommé le premier provincial.
En tant que prieur provincial, il participe activement à l'érection de l'église Notre-Dame-du-Rosaire de Marseille qui était le premier couvent de la province dominicaine de Toulouse.
En 1909, le Père Hyacinthe-Marie Cormier éleva le Collège Saint-Thomas d'Aquin, ou Angelicum, au rang de collège pontifical.
Il était surnommé par saint Pie X « le saint vieillard ».
Il est inhumé en l'église Santi Domenico e Sisto de Rome.